# Midríase
Midríase é a dilatação da pupila em função da contração do músculo dilatador da pupila. Seu contrário, ou seja, a contração da pupila, é conhecida como miose.
A dilatação do diâmetro pupilar pode ser produzida por algumas drogas, como por exemplo atropina. Pode ser um dos efeitos colaterais ao uso de remédios para a síndrome do pânico. Também pode ser causada pelo uso de substâncias como anticolinérgicos, cocaína, álcool, LSD e outras drogas. 
A midríase pode estar relacionada a lesões cerebrais, como por exemplo lesões do tronco encefálico. Em acidentes de trânsito, é um dos indicadores de possíveis lesões cerebrais. 
E a dilatação das pupilas é popularmente conhecida como sinal de interesse amoroso. 